# جيمي ويلد
جيمي ويلد (بالإنجليزية: William James Wilde)‏ (مواليد 15 مايو 1892 - الوفاة 10 مارس 1969) كان ملاكم ويلزي سابق صنف ضمن فئة وزن الذبابة.

## إحصائيات
خاض خلال مسيرته 149 نزالا، فاز في 139 وتعادل في 1 وخسر في 4. فاز بالضربة القاضية في 99 نزالا.

## روابط خارجية
- جيمي ويلد على موقع بوكس ريك (الإنجليزية) (registration required)